# アカデミー・シュイス
アカデミー・シュイス（フランス語: Académie Suisse）は、19世紀前半（1815年）からパリのシテ島、オルフェーヴル通りに開講されていた私立の画塾。少額の授業料で、貧しい画学生でもモデルに基づくデッサンを学ぶことができた。ジャック＝ルイ・ダヴィッドの元モデルであったマルタン＝フランソワ・シュイスが開いていた。
自由に描くことが許される気風の中で、後に有名になる多くの画家がここで育った。
ポール・セザンヌは、このアカデミー・シュイスで、画家仲間のカミーユ・ピサロやアルマン・ギヨマン、後に妻となるモデルのオルタンス・フィケと知り合った。

## 歴史

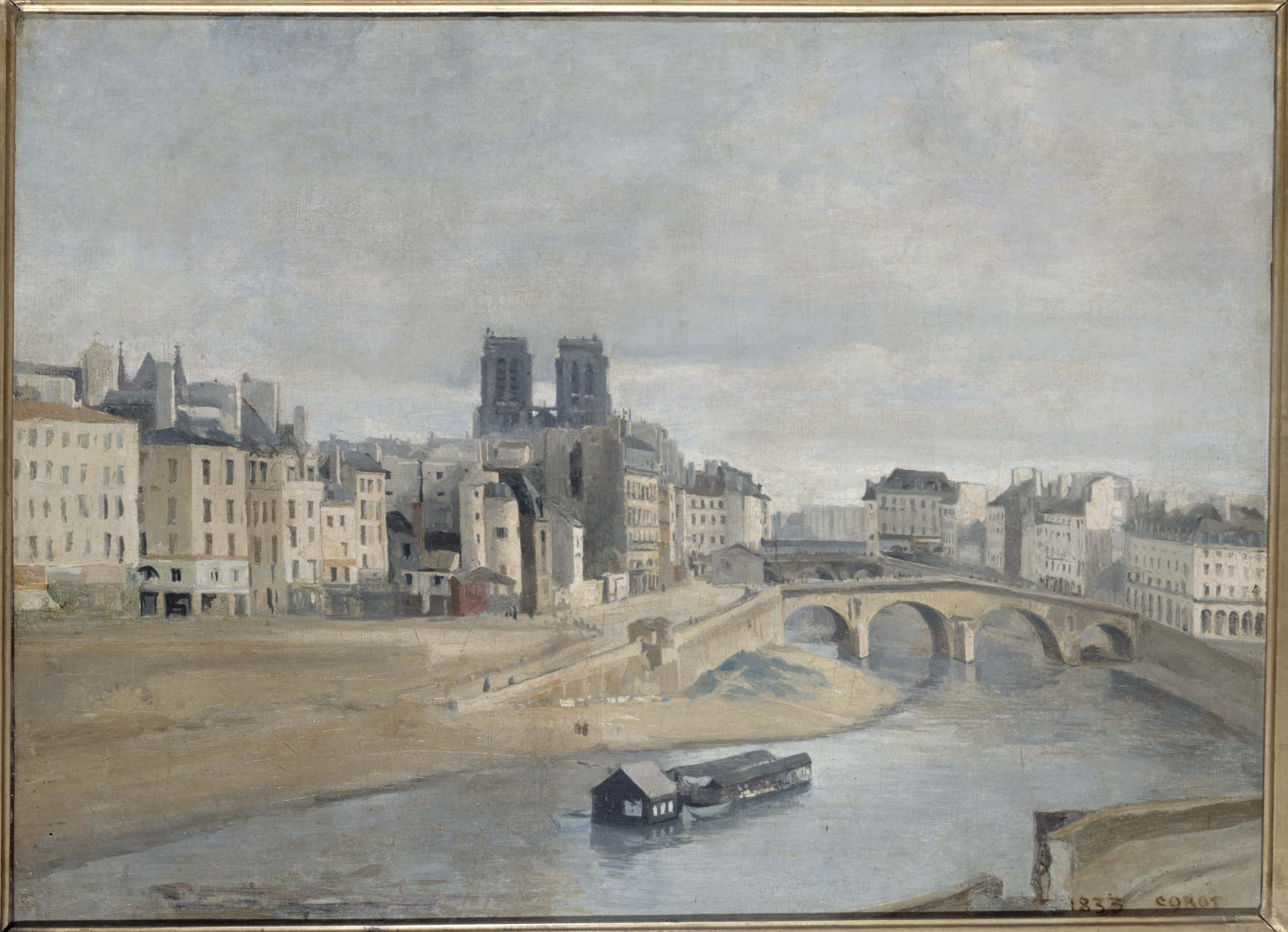
コローの描いたオルフェーヴル河岸の風景

1781年にパリのカツラ屋の息子で、ジャック＝ルイ・ダヴィッドのモデルを務めたマルタン＝フランソワ・シュイス（Martin-François Suisse）が設立し、1859年まで校長を務め、その没後、甥のシャルル・シュイスが校長を継いだ。シャルル・シュイスもギュスターヴ・クールベのモデルを務めた人物である。
美術学校はパリのオルフェーヴル河岸4番地にあった。シャルル・シュイスが亡くなった後、イタリア出身の彫刻家、フィリッポ・コラロッシが工房を購入し、Académie Suisse-CabressolやAcadémie de la Roseの名前で運営した後、1870年にグランド・ショミエール通りに移し、アカデミー・コラロッシに改名した。

## 有名な出身者
- ジャン＝バティスト・カミーユ・コロー
- オノレ・ドーミエ
- オーギュスタン・プレオー
- フランソワ・ボンヴァン
- シャルル＝アンリ・ミシェル(fr)
- ギュスターヴ・クールベ
- エドゥアール・マネ
- カロリュス＝デュラン
- カミーユ・ピサロ
- ポール・セザンヌ
- アシル・アンプレール
- フィリップ・ ソラリ(en)
- アルフレッド・シスレー
- クロード・モネ
- フレデリック・バジール
- アルマン・ギヨマン
- ピエール＝オーギュスト・ルノワール
- アルフレッド・ギュー
- ロバート・ワイリー (en)
- ルドヴィック・ピエト